# Corminus setulosus
Corminus setulosus är en skalbaggsart som beskrevs av Moser 1919. Corminus setulosus ingår i släktet Corminus och familjen Melolonthidae. Inga underarter finns listade i Catalogue of Life.